# NGC 4079
NGC 4079 é uma galáxia espiral (Sbc) localizada na direcção da constelação de Virgo. Possui uma declinação de -02° 22' 59" e uma ascensão recta de 12 horas, 04 minutos e 49,9 segundos.
A galáxia NGC 4079 foi descoberta em 15 de Abril de 1828 por John Herschel.